# Communauté rurale de Madina Diathbé
La communauté rurale de Madina Ndiathbé est une communauté rurale du Sénégal située au nord du pays. 
Elle fait partie de l'arrondissement de Cas-Cas, du département de Podor et de la région de Saint-Louis.